# Afton (Minnesota)
Pour les articles homonymes, voir Afton.
Afton est une ville des États-Unis située dans le comté de Washington dans le Minnesota.